# Acqua Dolomia Tennis Cup 2016
L'Acqua Dolomia Tennis Cup 2016 è stato un torneo di tennis facente parte della categoria ATP Challenger Tour nell'ambito dell'ATP Challenger Tour 2016. È stata la 13ª edizione del torneo che si è giocato a Cordenons in Italia dal 15 al 21 agosto 2016 su campi in terra rossa e aveva un montepremi di €42,500+H.

## Partecipanti singolare

### Teste di serie
| Nazionalità | Giocatore            | Ranking* | Testa di serie |
| ----------- | -------------------- | -------- | -------------- |
| Italia      | Paolo Lorenzi        | 40       | 1              |
| Giappone    | Tarō Daniel          | 118      | 2              |
| Argentina   | Leonardo Mayer       | 122      | 3              |
| Spagna      | Daniel Gimeno Traver | 124      | 4              |
| Slovenia    | Grega Žemlja         | 139      | 5              |
| Italia      | Marco Cecchinato     | 140      | 6              |
| Svezia      | Elias Ymer           | 141      | 7              |
| Serbia      | Filip Krajinović     | 148      | 8              |

- Ranking all'8 agosto 2016.

### Altri partecipanti
Giocatori che hanno ricevuto una wild card:
- Paolo Lorenzi
- Walter Trusendi
- Gianluigi Quinzi
- Pablo Vivero Gonzales
- Marco Donati
- Riccardo Bellotti

Giocatori che sono passati dalle qualificazioni:
- Andrea Collarini
- Dimităr Kuzmanov
- Grega Žemlja
- Carlos Taberner

## Partecipanti doppio

### Teste di serie
| Nazionalità | Giocatore               | Nazionalità | Giocatore        | Ranking* | Testa di serie |
| ----------- | ----------------------- | ----------- | ---------------- | -------- | -------------- |
| Cile        | Hans Podlipnik-Castillo | Slovacchia  | Igor Zelenay     | 79-114   | 1              |
| Croazia     | Nikola Mektić           | Croazia     | Antonio Šančić   | 64-81    | 2              |
| Germania    | Andre Begemann          | Bielorussia | Aljaksandr Bury  | 93-86    | 3              |
| Italia      | Riccardo Ghedin         | Italia      | Alessandro Motti | 119-152  | 4              |

- Ranking a febbraio 2017.

## Vincitori

### Singolare
Tarō Daniel ha battuto in finale  Daniel Gimeno Traver con il punteggio di 6–4, 6–3

### Doppio
Andre Begemann /  Aljaksandr Bury hanno battuto in finale  Roman Jebavý /  Zdeněk Kolář con il punteggio di 5–7, 6–4, [11–9]